# Komitet Obrony Robotników
Komitet Obrony Robotników (KOR) – polska organizacja opozycyjna działająca od września 1976 do września 1977, sprzeciwiająca się polityce władz PRL, niosąca pomoc osobom represjonowanym w wyniku wydarzeń Czerwca 1976, przede wszystkim w Radomiu i Ursusie, a także w Płocku. Po częściowym spełnieniu jej postulatów przez władze PRL przekształciła się w Komitet Samoobrony Społecznej „KOR”.

## Geneza
Powstanie Komitetu Obrony Robotników poprzedziła akcja pomocy osobom represjonowanym w Ursusie organizowana przez środowisko tzw. Gromady Włóczęgów działającej przy 1 Warszawskiej Drużynie Harcerskiej im. Romualda Traugutta Czarna Jedynka, któremu przewodził Antoni Macierewicz, i młodszych działaczy Klubu Inteligencji Katolickiej w Warszawie (m.in. Henryk Wujec) wspieranych także przez inne osoby, w tym przede wszystkim Jana Józefa Lipskiego. Pomoc ta polegała na zbiórce pieniędzy dla osób pozbawionych pracy i członków ich rodzin, koordynowaniu pomocy adwokackiej i lekarskiej dla osób represjonowanych. Symbolicznym jej początkiem był udział w tzw. I procesie ursuskim (16–17 lipca 1976 w Warszawie), w czasie którego nawiązano kontakt z rodzinami sądzonych robotników. Od września 1976 poza Ursusem uczestnicy akcji pomocy działali także w Radomiu.

## Powstanie Komitetu

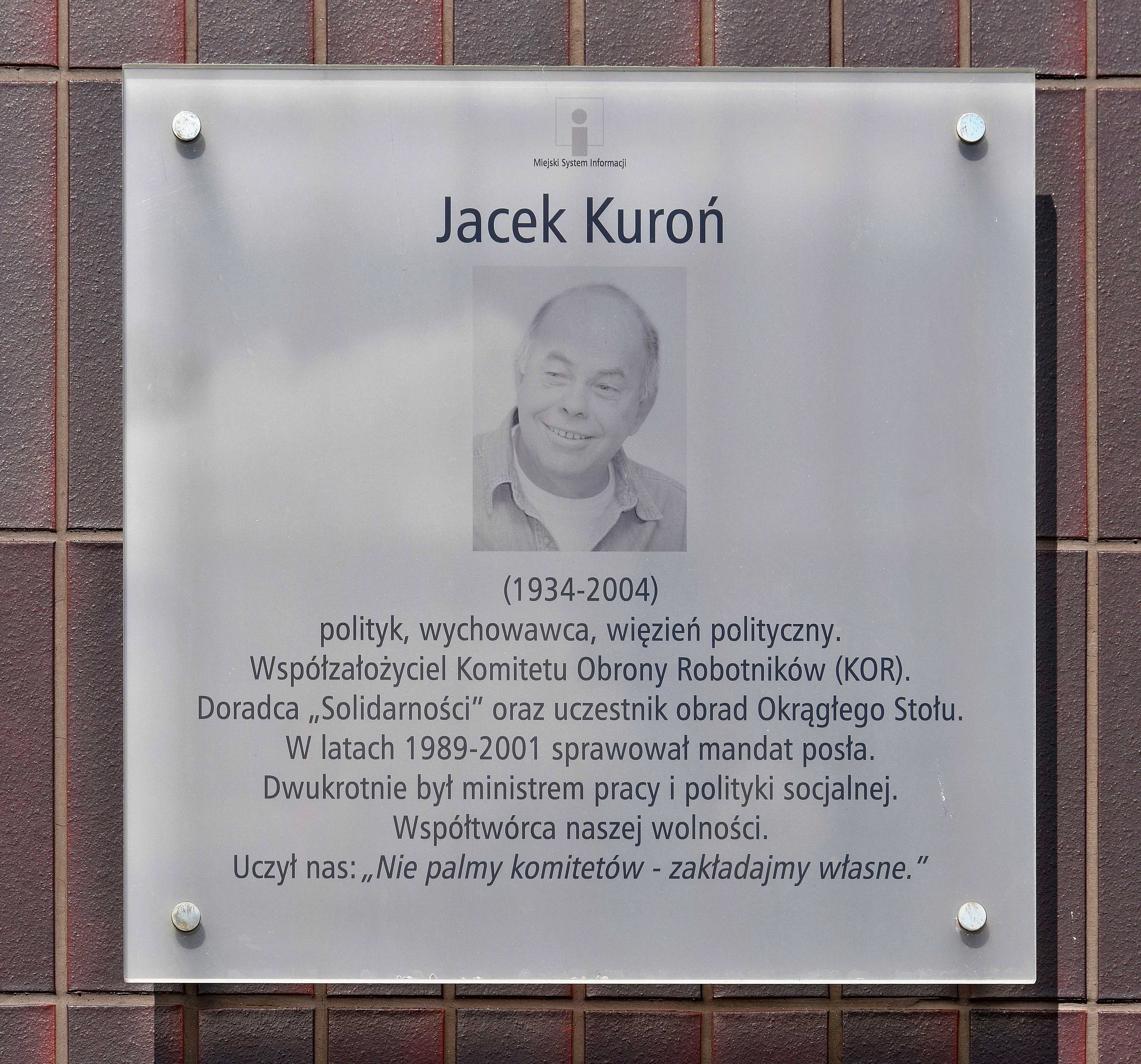
Tablica na skwerze im. Jacka Kuronia w Warszawie odnotowująca jego rolę jako współzałożyciela KOR-u

Organizatorzy akcji uznali, że dla efektywności ich działań konieczne będzie utworzenie formalnej organizacji, w skład której wejdą także osoby z uznanym autorytetem. Miało to pomóc koordynować dotychczasową działalność, a także chronić w pewien sposób uczestników akcji. We wrześniu 1976 Antoni Macierewicz i Piotr Naimski, z poparciem Jana Józefa Lipskiego i Jacka Kuronia, przekonali ostatecznie do tej idei większe grono osób.
Pomysłodawcą nazwy był najprawdopodobniej Macierewicz. 11 września 1976 roku Antoni Macierewicz, Piotr Naimski i Wojciech Onyszkiewicz opracowali wstępną wersję dokumentu powołującego Komitet Obrony Robotników. Po spotkaniu w dniu 22 września 1976 14 sygnatariuszy ogłosiło tzw. Apel do społeczeństwa i władz PRL, w którym stwierdzili, że w związku z represjami wobec uczestników protestów w Radomiu, Ursusie i innych miastach konieczna jest „solidarność i wzajemna pomoc” społeczeństwa. Dlatego zawiązali Komitet Obrony Robotników, którego celem miało być inicjowanie pomocy prawnej, finansowej i lekarskiej oraz informowanie o prześladowaniach. Komitet domagał się amnestii dla skazanych i aresztowanych i przywrócenie osób represjonowanych do pracy. Tekst apelu napisał Macierewicz, swoje poprawki wnieśli Jan Olszewski i Jan Józef Lipski, a ostatnie zdanie pochodziło od Jerzego Andrzejewskiego.

## Członkowie i współpracownicy
Pierwszymi 14 sygnatariuszami Apelu – członkami-założycielami KOR byli: Jerzy Andrzejewski, Stanisław Barańczak, Ludwik Cohn, Jacek Kuroń, Edward Lipiński, Jan Józef Lipski, Antoni Macierewicz, Piotr Naimski, Antoni Pajdak, Józef Rybicki, Aniela Steinsbergowa, Adam Szczypiorski, ks. Jan Zieja i Wojciech Ziembiński (zrezygnował w lipcu 1977).
29 września 1976 dołączyła do nich Halina Mikołajska. Kolejnymi członkami zostali Mirosław Chojecki (aktywny od początku akcji pomocy), Emil Morgiewicz, Wacław Zawadzki (wszyscy od października 1976), Bogdan Borusewicz i Józef Śreniowski (od listopada 1976), Wojciech Onyszkiewicz (aktywny od początku akcji pomocy), Anka Kowalska i Stefan Kaczorowski (od 3 stycznia 1977), Adam Michnik (od 29 kwietnia 1977), ks. Zbigniew Kamiński i Jan Kielanowski (od lipca 1977).
Od 1977 do 1980 oficjalnym przedstawicielem KOR za granicą, odpowiedzialnym m.in. za kontakty z emigracją był Leszek Kołakowski.
Wśród członków KOR charakterystyczną grupą byli tzw. starsi Państwo (Cohn, Lipiński, Pajdak, Rybicki, Steinsbergowa, Szczypiorski, Zieja, Zawadzki, Kielanowski), którzy swoim autorytetem i radą wspierali bieżące działania pomocowe, a także brali udział w redagowaniu oświadczeń programowych.
KOR zgromadził osoby o różnych rodowodach politycznych, m.in. członków przedwojennej PPS (Lipiński, Cohn, Steinsbergowa, Szczypiorski), uczestników konspiracji II wojny światowej (Pajdak, Rybicki), tzw. Komandosów (Kuroń, Michnik), harcerzy z Gromady Włóczęgów (Macierewicz, Onyszkiewicz, Naimski). Kuroń, Lipski, Morgiewicz i Ziembiński działali opozycyjnie już w latach 60.
Poza formalnymi członkami KOR tworzyli także liczni współpracownicy, m.in.: Wojciech Arkuszewski, Konrad Bieliński, Jacek Bierezin, Seweryn Blumsztajn, Grzegorz Boguta, Andrzej Celiński, Ludwik Dorn, Marek Edelman, Wojciech Fałkowski, Krzysztof Hagemejer, Helena Łuczywo, Witold Łuczywo, Jan Krzysztof Kelus, Andrzej Tadeusz Kijowski, Jacek Kleyff, Eugeniusz Kloc, Sergiusz Kowalski, Grażyna Kuroń, Jan Lityński, Wojciech Ostrowski, Zofia Romaszewska, Zbigniew Romaszewski, Jan Walc, Henryk Wujec, Ludwika Wujec, Krystyna Starczewska, Stefan Starczewski, Joanna Szczęsna, a także grupa adwokatów, przede wszystkim Andrzej Grabiński, Witold Lis-Olszewski, Jan Olszewski, Władysław Siła-Nowicki, Stanisław Szczuka i Jacek Taylor.

## Cele i formy działalności
KOR sformułował swoje cele już w Apelu z 23 września 1976, a w formie rozszerzonej przedstawił je w marcu 1977. Były to amnestia dla skazanych za udział w demonstracjach w czerwcu 1976, przyjęcie osób represjonowanych do pracy, ujawnienie pełnych rozmiarów represji, ukaranie winnych naruszenia prawa wobec demonstrantów oraz powołanie komisji poselskiej ds. zbadania i publicznego ujawnienia wypadków łamania prawa przez organa władzy w związku z ww. wydarzeniami.
Działalność KOR-u obejmowała trzy zasadnicze płaszczyzny: pomoc finansową, pomoc prawną i lekarską oraz informowanie opinii publicznej o represjach. W szczególności członkowie i współpracownicy KOR-u stworzyli dwie tzw. ekipy – ursuską (kierowaną przez A. Macierewicza, następnie W. Onyszkiewicza i H. Wujca) i radomską (kierowaną przez M. Chojeckiego, a następnie Zbigniewa i Zofię Romaszewskich), w ramach których starali się dotrzeć do rodzin represjonowanych robotników, przekazać im pomoc materialną, skontaktować z adwokatami, którzy gotowi byli udzielić obrony w procesach karnych i reprezentować w procesach pracowniczych. Uczestniczyli także w rozprawach sądowych w charakterze publiczności i walczyli o ich jawność. Łącznie udzielono pomocy co najmniej kilkuset rodzinom w Radomiu, Ursusie, Płocku, Grudziądzu, Gdańsku i Łodzi. Napływ informacji o naruszaniu prawa w całej Polsce skłonił Zofię i Zbigniewa Romaszewskich do stworzenia w maju 1977 tzw. Biura Interwencyjnego, koordynującego pomoc poszkodowanym przez władze PRL. Nieformalnym skarbnikiem Komitetu był J.J. Lipski, natomiast w maju 1977 powołano dodatkowo tzw. Fundusz Samoobrony Społecznej, umożliwiający stałą pomoc finansową ofiarom prześladowań.
Działalność informacyjna związana była przede wszystkim z wydawaniem poza cenzurą Komunikatu KOR (od 29 września 1976 – pierwszy redaktor – A. Macierewicz, następnie od maja 1977 A. Kowalska) oraz Biuletyn Informacyjny KSS „KOR” (także od września 1976 – w redakcji m.in. Seweryn Blumsztajn, Antoni Libera, Jan Lityński, Joanna Szczęsna, Janusz Przewłocki). Do grudnia pisma wydawano w formie maszynopisu, następnie na powielaczu. Nieformalnym, ale powszechnie przyjętym miejscem przyjmowania informacji o represjach, był telefon Grażyny Kuroń i Jacka Kuronia (nr 39-39-64) w ich warszawskim mieszkaniu.

## Represje
Początkowo władze PRL przyjęły wobec członków i współpracowników KOR taktykę działań nękających. Zdarzały się przypadki pobicia (m.in. Dorna, Chojeckiego), uniemożliwiano dojazd na rozprawy sądowe, dokonywano zwolnień z pracy (m.in. Macierewicza, Chojeckiego, Bieriezina, Celińskiego, Blumsztajna, Lityńskiego, Szczęsnej, Barańczaka, Bogutę, Fałkowskiego), Lipskiemu nie zatwierdzono habilitacji, wymierzano kary grzywny za „nielegalną zbiórkę pieniędzy” i zebranie członków w prywatnym mieszkaniu, stosowano zatrzymania na 48 godzin, a także „anonimowe” groźby (m.in. wobec Mikołajskiej). W maju 1977 aresztowano Chojeckiego, Kuronia, Lipskiego, Macierewicza, Michnika, Naimskiego, Ostrowskiego, Arkuszewskiego, Blumsztajna, Lityńskiego i Hannę Ostrowską z Radomia, a kilkudziesięciu współpracowników KOR zatrzymano na okresy do 48 godzin. W proteście przeciwko tym aresztowaniom oraz dalszemu przetrzymywaniu w więzieniach robotników skazanych w procesach radomskich i ursuskich 24 maja 1977 w kościele św. Marcina w Warszawie rozpoczęła się głodówka trwająca do 30 maja 1977. Uczestniczyli w niej Bogusława Blajfer, Danuta Chomicka, Lucyna Chomicka, Bohdan Cywiński, Jerzy Geresz, ks. Aleksander Hauke-Ligowski, Barbara Toruńczyk, Henryk Wujec, do których dołączyli Eugeniusz Kloc, Ozjasz Szechter, Joanna Szczęsna, Stanisław Barańczak, Zenon Pałka i Kazimierz Świtoń. Zarówno w Polsce, jak i za granicą aresztowania członków i współpracowników KOR spotkały się z licznymi protestami, które podpisali m.in. intelektualiści amerykańscy, niemieccy, francuscy, włoscy, szwajcarscy, a także brytyjscy i amerykańscy politycy. W czerwcu 1977 Lipski, a w lipcu 1977 Ostrowska zostali zwolnieni z aresztu z przyczyn zdrowotnych.

## Przekształcenie KOR
Władze PRL nie zdecydowały się w obliczu protestów na proces aresztowanych i w związku ze świętem 22 lipca ogłosiły amnestię, która objęła – poza członkami KOR – także ostatnich uwięzionych robotników skazanych po czerwcu 1976. Wszyscy wyszli na wolność 23 lipca 1977. Tym samym pierwotny cel Komitetu został osiągnięty. W toku jego prac ujawniono jednak wiele przypadków niepraworządnych działań władz PRL, co skłoniło większość członków KOR-u do przekształcenia go 29 września 1977 w Komitet Samoobrony Społecznej „KOR”.